# Metanema santella
Metanema santella là một loài bướm đêm trong họ Geometridae.